# NGC 916
NGC 916 је спирална галаксија у сазвежђу Ован која се налази на NGC листи објеката дубоког неба.
Деклинација објекта је + 27° 14' 35" а ректасцензија 2h 25m 47,6s. Привидна величина (магнитуда) објекта NGC 916 износи 15,3 а фотографска магнитуда 16,1. NGC 916 је још познат и под ознакама MCG 4-6-34, CGCG 483-43, NPM1G +27.0095, IRAS 02231+2702, PGC 9245.